# Entephria insignata
Entephria insignata är en fjärilsart som beskrevs av Karl Schawerda 1924. Entephria insignata ingår i släktet Entephria och familjen mätare. Inga underarter finns listade i Catalogue of Life.